# Anthrenus latefasciatus
Anthrenus latefasciatus is een keversoort uit de familie spektorren (Dermestidae). De wetenschappelijke naam van de soort werd in 1892 gepubliceerd door Edmund Reitter.